# Czech Darts Open
| Czech Darts Open    | Czech Darts Open      |
| ------------------- | --------------------- |
| Sportart            | Darts                 |
| Organisator         | PDC                   |
| Turnierart          | Ranglistenturnier     |
| Austragungsort      | Prag                  |
| Austragungszeitraum | wechselnd             |
| Rekordsieger        | Luke Humphries (2×)   |
| amtierender Sieger  | Luke Humphries        |
| Letzte Austragung   | Czech Darts Open 2024 |
| Nächste Austragung  | Czech Darts Open 2025 |

Die Czech Darts Open ist ein Ranglistenturnier der Professional Darts Corporation. Es ist ein Event der European Darts Tour, welche im Rahmen der Pro Tour durchgeführt wird. Es wurde 2019 zum ersten Mal ausgetragen.

## Format
Das Turnier wird im K.-o.-System gespielt. Spielmodus ist in den ersten drei Runden best of 11 legs, im Halbfinale best of 13 legs und im Finale best of 15 legs. Jedes leg wird im double-out-Modus gespielt.

## Preisgeld
Bei diesem Turnier werden insgesamt £ 175.000 an Preisgeldern ausgeschüttet. Das Preisgeld verteilt sich unter den Teilnehmern wie folgt:
| Position (Anzahl der Spieler) | Position (Anzahl der Spieler) | Preisgeld |
| ----------------------------- | ----------------------------- | --------- |
| Gewinner                      | (1)                           | £ 30.000  |
| Finalist                      | (1)                           | £ 12.000  |
| Halbfinalisten                | (2)                           | £ 8.500   |
| Viertelfinalisten             | (4)                           | £ 6.000   |
| Achtelfinalisten              | (8)                           | £ 4.000   |
| Verlierer der 2. Runde        | (16)                          | £ 2.500   |
| Verlierer der Vorrunde        | (16)                          | £ 1.250   |
|                               |                               |           |
|                               |                               | £ 175.000 |

## Finalergebnisse
| Jahr | Austragungsort       | Sieger                               | Ergebnis                             | Finalist                             | Preisgeld                            | Preisgeld                            |
| Jahr | Austragungsort       | Sieger                               | Ergebnis                             | Finalist                             | Gesamt                               | Sieger                               |
| ---- | -------------------- | ------------------------------------ | ------------------------------------ | ------------------------------------ | ------------------------------------ | ------------------------------------ |
| 2019 | PVA Expo, Prag       | Jamie Hughes                         | 8 : 3                                | Stephen Bunting                      | 0£ 140.000                           | 0£ 25.000                            |
| 2020 | Královka Arena, Prag | Abgesagt wegen der COVID-19-Pandemie | Abgesagt wegen der COVID-19-Pandemie | Abgesagt wegen der COVID-19-Pandemie | Abgesagt wegen der COVID-19-Pandemie | Abgesagt wegen der COVID-19-Pandemie |
| 2021 | nicht ausgetragen    | nicht ausgetragen                    | nicht ausgetragen                    | nicht ausgetragen                    | nicht ausgetragen                    | nicht ausgetragen                    |
| 2022 | Královka Arena, Prag | Luke Humphries                       | 8 : 5                                | Rob Cross                            | 0£ 140.000                           | 0£ 25.000                            |
| 2023 | Královka Arena, Prag | Peter Wright                         | 8 : 6                                | Dave Chisnall                        | 0£ 175.000                           | 0£ 30.000                            |
| 2024 | PVA Expo, Prag       | Luke Humphries                       | 8 : 1                                | Kim Huybrechts                       | 0£ 175.000                           | 0£ 30.000                            |
| 2025 | PVA Expo, Prag       |                                      | :                                    |                                      | 0£ 175.000                           | 0£ 30.000                            |

## Höchste Averages
Die Tabelle nennt die zehn höchsten Averages in der Turniergeschichte.
| #  | Spieler            | Jahr | Runde         | Average | Ergebnis   |
| -- | ------------------ | ---- | ------------- | ------- | ---------- |
| 1  | Luke Littler       | 2024 | Achtelfinale  | 116,51  | Sieg       |
| 2  | Michael van Gerwen | 2024 | Viertelfinale | 112,19  | Niederlage |
| 3  | Luke Littler       | 2024 | Viertelfinale | 110,57  | Sieg       |
| 4  | Luke Littler       | 2024 | 2. Runde      | 110,43  | Sieg       |
| 5  | Glen Durrant       | 2019 | 1. Runde      | 110,12  | Sieg       |
| 6  | Luke Humphries     | 2024 | Halbfinale    | 108,56  | Sieg       |
| 7  | Michael van Gerwen | 2022 | Achtelfinale  | 108,52  | Sieg       |
| 8  | Michael Smith      | 2024 | 2. Runde      | 107,90  | Sieg       |
| 9  | Ryan Searle        | 2022 | 2. Runde      | 107,36  | Sieg       |
| 10 | Jermaine Wattimena | 2024 | 2. Runde      | 107,36  | Sieg       |